# Upeneus mascareinsis
Espèce
Upeneus mascareinsis est une espèce de poisson perciforme de la famille des mullidés.

## Distribution
Cette espèce est endémique de l'océan Indien. Elle se rencontre entre 100 et 400 m de profondeur. Découverte à La Réunion, elle a été observée à Madagascar, au Mozambique et en Indonésie.

## Description
Elle mesure jusqu'à 180 mm.

## Publication originale
- Fourmanoir & Guézé, 1967 : Poissons nouveaux ou peu connus provenant de la Réunion et de Madagascar. Cahiers O.R.S.T.O.M. (Office de la Recherche Scientifique et Technique Outre-Mer) Série Océanographie, vol. 5, n. 1, p. 47-58 (texte intégral).